# Шурминский район
Шурминский район — административно-территориальная единица в составе Нижегородского, Кировского краёв и Кировской областей РСФСР, существовавшая в 1929—1932 и 1935—1959 годах. Административный центр — Шурма.

## История
Шурминский район был образован в составе Нолинского округа Нижегородского края в 1929 году. В 1930 году округа были упразднены и район перешёл в прямое подчинения краю.
20 января 1932 года Шурминский район был упразднён, а его территория разделена между Малмыжским и Уржумским районами.
23 января 1935 года Шурминский район был восстановлен в составе Кировского края (с 1936 — Кировской области).
5 февраля 1945 года часть территории Шурминского района была передана в новый Рожкинский район.
30 сентября 1955 года к Шурминскому району была присоединена часть территории упразднённого Рожкинского района.
14 сентября 1959 года Шурминский район был упразднён, а его территория разделена между Малмыжским и Уржумским районами.

## Административное деление
В 1950 году в состав района входило 15 сельсоветов и 104 населённых пунктов:
| № п/п | Сельсовет        | Кол-во НП | Население |
| ----- | ---------------- | --------- | --------- |
| 1     | Актыгашевский    | 4         | 1272      |
| 2     | Больше-Ройский   | 7         | 1503      |
| 3     | Васькинский      | 7         | 1942      |
| 4     | Верхнешурминский | 8         | 1223      |
| 5     | Гремитский       | 6         | 1011      |
| 6     | Деяновский       | 7         | 1614      |
| 7     | Киселевский      | 6         | 668       |
| 8     | Лазаревский      | 12        | 3041      |
| 9     | Максинерский     | 6         | 1534      |
| 10    | Нижнешурминский  | 7         | 4136      |
| 11    | Опаринский       | 8         | 1065      |
| 12    | Решетниковский   | 8         | 2078      |
| 13    | Русско-Турекский | 8         | 3747      |
| 14    | Сосновский       | 6         | 2061      |
| 15    | Усть-Кильмезский | 4         | 1835      |